# Feminatyw

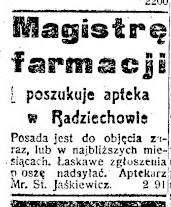
Fragment gazety „Kuryer Lwowski” z 1918 roku

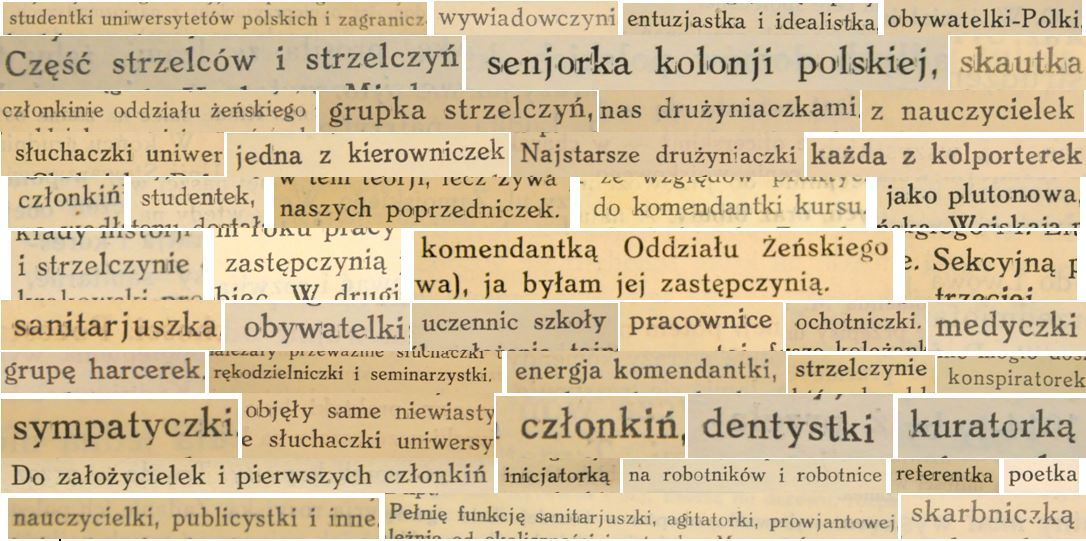
Feminatywy pochodzące z przedwojennych publikacji red. Aleksandry Piłsudskiej

Feminatyw, feminatywum (liczba mnoga: feminatywy lub feminatywa), feminativum, nazwa żeńska – żeńskie formy gramatyczne nazw zawodów i funkcji, z przyrostkami potocznie zwanymi „żeńskimi końcówkami”. Feminatywy nazywają kobiety ze względu na przysługujący im tytuł, pełnioną funkcję, zajmowane stanowisko, wykonywany zawód, przynależność narodową, pochodzenie, wyznanie, przekonania, właściwości psychiczne i fizyczne, wykonywane czynności itp.
Jest to klasa leksemów o trwałym żeńskim rodzaju gramatycznym, w skład której wchodzą rzeczowniki samodzielne składniowo. Do feminatywów nie zalicza się przymiotników i czasowników, gdyż rodzaj jest tu kategorią fleksyjną.
Według Marka Łazińskiego feminatywy można zdefiniować jako „rzeczowniki nazywające kobiece zawody i funkcje, najczęściej derywowane od nazw męskich z sufiksem kategorii feminativum lub bezpośrednio od czasowników z sufiksem złożonym kategorii wykonawców czynności” oraz „żeńskie warianty nazw wykonawców czynności oraz osobowych nazw charakterystycznych”.
Słowotwórstwo rzeczowników żeńskich (i męskich) nazywa się mocją (cz. přechylování, niem. Movierung, ang. gender marking). Feminatywy różnią się stopniem przyjęcia na gruncie różnych języków narodowych i kontekstów kulturowych.

## Historia feminatywów w języku polskim

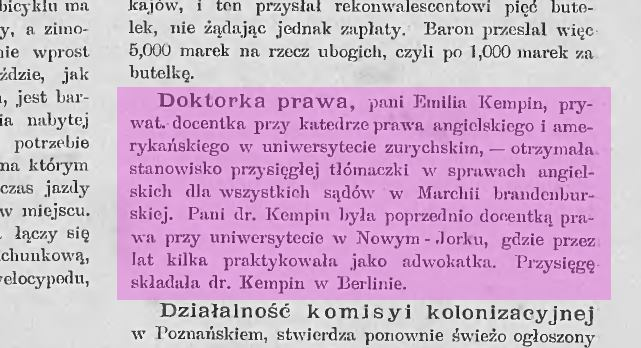
Fragment gazety „Wędrowiec” z 1896 roku

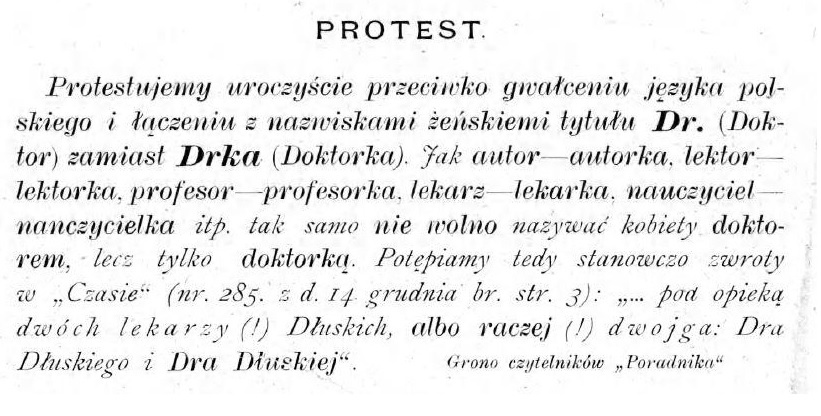
Protest czytelników i czytelniczek „Poradnika Językowego” z roku 1904 przeciwko nazywaniu kobiety doktorem, a nie doktorką

### Okres przedwojenny i międzywojenny
Rozwój słowotwórczej kategorii żeńskości, istniejącej od wieków, nastąpił wraz z emancypacją kobiet, wskutek której narodziła się „potrzeba nowego nazewnictwa funkcji, zawodów, urzędów, które dotychczas były przez kobiety rzadko piastowane”. W XIX-wiecznych zwyczajach językowych funkcjonowały „neutralne stylowo odpowiedniki nazw męskoosobowych (np. docentka, doktorka, profesorka, weterynarka)”. W polszczyźnie na przełomie XIX i XX wieku występowała tendencja do „symetrycznego urabiania feminatywów”. W efekcie słowniki pierwszej połowy XX wieku notowały generalnie więcej nazw żeńskich niż w drugiej połowie stulecia.
Historyk języka polskiego Zenon Klemensiewicz w 1957 roku pisał o:

odwiecznej i przemożnej tradycji tworzenia równoległych, różnorodzajowych nazw charakteryzujących”, o tym, że „zgodnie z tradycyjnymi tendencjami semantyczno-słowotwórczymi języka polskiego (…) ma kobieta własną nazwę charakteryzującą, która stanowi równoległy odpowiednik charakteryzującej nazwy męskiej

### Okres powojenny
Według Zofii Kubiszyn-Mędrali maskulinizacja tytułów i nazw zawodowych (czyli ogromnej części wszystkich istniejących w polszczyźnie nazw osobowych) szerzyła się zwłaszcza w okresie powojennym. Działo się tak, ponieważ transformacja języka nie nadążała za masowym zwiększeniem aktywności zawodowej i społecznej kobiet. Coraz częściej zaczęto stosować nazwy i tytuły męskie w odniesieniu do kobiet. Hanna Jadacka w Nowym słowniku poprawnej polszczyzny stwierdziła wręcz:

Nastąpił masowy odwrót nawet od określeń już przyjętych, typu dyrektorka, kierowniczka, profesorka, na rzecz wyrażeń typu pani dyrektor, pani kierownik, pani profesor. W postaci żeńskiej pozostały już tylko nazwy zawodów tradycyjnie wykonywanych przez kobiety, np. aktorka, malarka, nauczycielka, pisarka, albo uchodzących za mało atrakcyjne, o niewysokiej randze społecznej, np. ekspedientka, fryzjerka, sprzątaczka. W dzisiejszej polszczyźnie nie ma żadnej nazwy prestiżowego stanowiska, stopnia czy tytułu naukowego, która miałaby żeńską formę słowotwórczą

W okresie PRL-u wraz z nowym typem gospodarki państwowej wprowadzono leksykę mającą na celu aktywizację zawodową kobiet w dziedzinie przemysłu i rolnictwa. Stąd stosowano takie określenia jak brygadzistka, chlewmistrzyni, formiarka, giserka, gwinciarka, kolejarka, ładowaczka, murarka, traktorzystka, zbrojniarka, żniwiarka.
Jednocześnie umacniała się tendencja do aktualizacji użyć generycznych (wspólnoodmianowych). Użycia generyczne to określenia mężczyzn i kobiet jedną męskoosobową nazwą, odnoszące się do obojga płci. Przykładowo mowa o podpisie klienta, podpisie bibliotekarza, czytelnika, indeksie studenta, zeszycie ucznia zamiast o podpisie klientki lub klienta, podpisie bibliotekarki lub bibliotekarza, czytelniczki lub czytelnika, indeksie studentki lub studenta, zeszycie uczennicy lub ucznia. Również Krysiak uważa, że słabsza pozycja feminatywów w dwudziestowiecznych pozycjach „jest być może pokłosiem wyraźnej w PRL-u tendencji do aktualizacji użyć generycznych, określania mężczyzn i kobiet jedną męskoosobową nazwą”.
Zdaniem Agnieszki Małochy-Krupy w PRL-u pojawiło się odczucie, że bardziej prestiżowo brzmią męskoosobowe formy, które nobilitują kobiety na poszczególnych stanowiskach. W konsekwencji „użycia generyczne objęły swoim zasięgiem nazewnictwo godności, funkcji i zawodów postrzeganych z perspektywy społecznej jako wyższe rangą, natomiast nazwy postrzegane jako mniej szacowne zatrzymały lub przejęły formy feminatywne (np. laborantka, szlifierka, węglarka, woźna, zecerka)”.

### Po 1989 roku
Po 1989 roku (od początku transformacji ustroju) nastąpiło stopniowe wprowadzanie odpowiedników żeńskich obok funkcjonujących dotychczas nazw męskoosobowych. Rozpoczął się trwający do dziś proces słowotwórczego odblokowania tej kategorii znaczeniowej języka. Zaczęto poszukiwać odpowiedników żeńskich, zapełniać istniejące luki semantyczne w językowo „nadal niesymetrycznej rzeczywistości zawodowej, społecznej i publicznej kobiet”. Nastąpiła również reaktywacja feminatywów, takich jak: adwokatka, architektka, drzeworytniczka, literatka, rysowniczka, weterynarka, które były obecne w polszczyźnie XIX-wiecznej. Dodatkowo dzięki Internetowi:

(…) pojawiła się sposobność szybkiej, polidyskursywnej wymiany zdań, przekazu informacji w sposób zróżnicowany stylowo, często nieskrępowany wymogami normy skodyfikowanej ani względami cenzuralnymi. (…) niekontrolowanego rozprzestrzeniania się nowego słownictwa, neologizmów słowotwórczych, określeń, które szybko i precyzyjnie zapełniły pojawiające się luki znaczeniowe (blogerka, bodypainterka, brafitterka, copywriterka, dietoterapeutka, designerka, forumowiczka, freelancerka, lobbystka, pornografka, reasercherka, senselierka, shopperka, singielka, skakajka, slamerka, squatterka, surferka)

Zofia Kubiszyn-Mędrala wyróżniła dwa stanowiska dotyczące kwestii nazywania zawodów i tytułów przynależnych kobietom:
1. Pierwsze stanowisko opowiada się za „słowotwórczą symetrią rodzajową w nazwach zawodów i tytułów, np. doktor – doktorka, prezes – prezeska, adwokat – adwokatka”. Zwolennicy tego podejścia powołują się na tradycję, „według nich właściwą językowi polskiemu w urabianiu nazw żeńskich od każdej formy męskiej”[21].
2. Drugie stanowisko dopuszcza używanie nazw męskich „na oznaczanie zawodów i tytułów przynależnych kobietom”[21]. Jednym z argumentów przedstawicieli tego stanowiska jest uwzględnienie czynnika morfologiczno-fonetycznego (powstanie trudnych do wymówienia zbitek spółgłoskowych, np. architektka, adiunktka)[22].

W 2012 roku Joanna Mucha – szefowa jednego z resortów ministerialnych oficjalnie użyła w odniesieniu do własnej osoby formy ta ministra. Wywołała tym dyskusję medialną i akademicką, której efektem jest oficjalne stanowisko Rady Języka Polskiego w sprawie żeńskich form nazw zawodów i tytułów. Stanowisko zostało przyjęte na posiedzeniu plenarnym Rady 19 marca 2012 roku i dotyczy m.in. wysokich funkcji sprawowanych przez kobiety: minister/ministra, marszałek/marszałkini, premier/premiera. Fragment stanowiska brzmi:

(…) formy żeńskie nazw zawodów i tytułów są systemowo dopuszczalne. Jeżeli przy większości nazw zawodów i tytułów nie są one dotąd powszechnie używane, to dlatego, że budzą negatywne reakcje większości osób mówiących po polsku. To, oczywiście, można zmienić, jeśli przekona się społeczeństwo, że formy żeńskie wspomnianych nazw są potrzebne, a ich używanie będzie świadczyć o równouprawnieniu kobiet w zakresie wykonywania zawodów i piastowania funkcji

W 2019 roku pojawiły się nowe zapisy w Statucie Uniwersytetu im. Adama Mickiewicza w Poznaniu, zgodnie z którymi w oficjalnych dokumentach uczelni można stosować zarówno żeńskie, jak i męskie formy nazw stanowisk i funkcji. Rok później na podobny krok zdecydowała się Akademia Sztuki w Szczecinie, zaopatrując w formy żeńskie (niekiedy – dwie do wyboru, obok tradycyjnej) wszystkie występujące w statucie nazwy funkcji, stopni czy tytułów. W 2021 analogiczny do UAM przepis wprowadziła Akademia Sztuk Pięknych im. Jana Matejki w Krakowie.
25 listopada 2019 roku na posiedzeniu plenarnym Rada Języka Polskiego przy Prezydium PAN zajęła oficjalne stanowisko w sprawie żeńskich form nazw zawodów i tytułów. W dokumencie można przeczytać, że „większość argumentów przeciw tworzeniu nazw żeńskich jest pozbawiona podstaw”, „dążenie do symetrii systemu rodzajowego ma podstawy społeczne”, „prawo do stosowania nazw żeńskich należy zostawić mówiącym”, a także „w polszczyźnie potrzebna jest większa, możliwie pełna symetria nazw osobowych męskich i żeńskich w zasobie słownictwa”.

## Problematyka asymetrii języka
Polski językoznawca Marek Łaziński zwraca uwagę, że zarówno polszczyzna, jak i inne języki rodzajowe, jest asymetryczna. Również Zofia Kubiszyn-Mędrala, poddając analizie trzy słowniki współczesnego języka polskiego i zawartych w nich feminatywów, wskazała na „brak regularności i symetryczności w formalnych wykładnikach żeńskości”. Nierówny obraz obu płci jest obecny na wielu płaszczyznach języka – w jego słowotwórstwie, leksyce, frazeologii i gramatyce. Zjawisko asymetrii języka względem płci jest wytłumaczalne czynnikami pozajęzykowymi. We współczesnej polszczyźnie tendencje dążące do symetryczności słowotwórczej w obrębie nazw zawodów i tytułów pojawiają się w lingwistyce płci, która ujmuje zagadnienie na tle problematyki rodzajowo-płciowej w języku. W tym nurcie badawczym wskazuje się na luki leksykalne i niesymetryczność w zakresie słowotwórstwa wielu nazw zawodów wykonywanych obecnie przez kobiety. W opinii większości przedstawicieli tego nurtu badawczego zmieniająca się sytuacja zawodowa i społeczna kobiet znajduje słabe odbicie w strukturach języka, o czym świadczy niepopularność żeńskich określeń większości prestiżowych stanowisk i funkcji (np. rektor – rektorka, premier – premierka).
Męskoosobowość jest specyficznie polską kategorią, a w innych językach słowiańskich, zwłaszcza w języku czeskim, derywacja sufiksalna nazw żeńskich od męskich jest procesem należącym do standardowych. W czeszczyźnie derywowanie nazw żeńskich od nazw męskich jest zjawiskiem częstszym i cieszącym się szerszą akceptacją. Czeskie odpowiedniki polskich feminatywów (np. doktorka, ministryně, filoložka) są w czeskiej praktyce językowej wyraźnie lepiej ustabilizowane i współcześnie przypisuje się im neutralne zabarwienie. Niemniej dawniej na gruncie czeskim feminatywy bywały postrzegane jako formy nacechowane, wychodzące poza zakres słownictwa neutralnego.

### Brak kobiet wykonujących konkretne zawody
Jak pisze Patrycja Krysiak: „formy żeńskie nie istniały, gdyż nie było w rzeczywistości ich potencjalnych desygnatów, kobiet wykonujących określone czynności, piastujących dane funkcje”. Potwierdzają to autorki haseł w Słowniku nazw żeńskich polszczyzny, gdzie wskazane są procesy rozwoju słowotwórczej kategorii żeńskości, które zaistniały jako naturalna potrzeba nazewnictwa funkcji, zawodów, urzędów, które zaczęły być przez kobiety coraz częściej wykonywane. Również według Magdaleny Horodeńskiej-Ostaszewskiej wiele nazw kobiet należy do wyrazów rzadko używanych z powodu dominującej liczebności mężczyzn wykonujących dane zawody.
Redakcja „Poradnika Językowego” z 1901 roku na zapytanie czytelnika dotyczące tego, w jaki sposób powinna określać się kobieta, która uzyskała stopień akademicki doktora uznała, że w języku polskim nie wypracowano dotychczas formy właściwej dla określenia tytułu kobiecego, ponieważ nie było takiej potrzeby ze względu na brak kobiet wykonujących dane zawody. Jednak, jak pisze Małocha-Krupa, streszczając informacje z Poradnika Językowego, w momencie, kiedy kobiety uaktywniły się w tej sferze należy utworzyć („analogicznie do takich par rzeczowników, jak: aptekarz – aptekarka, akuszer – akuszerka, blagier – blagierka, lektor – lektorka, znachor – znachorka) także postać doktorka” – „nawet, choćby się to nie podobało interesowanym”. W dalszej części wypowiedzi publikowanej w pierwszych latach XX w. czytamy:

W miarę przypuszczania kobiet do studyów uniwersyteckich może będziemy musieli stworzyć jeszcze i magisterkę (farmacyi), a może adwokatkę, i nie cofniemy się przed tem, czego różnica płci wymaga od logiki językowej

Jan Miodek, pisząc o językowych wykładnikach żeńskości stwierdza, że „ich absolutne zwycięstwo przewidywano po ostatniej wojnie, uzasadniając je zdobywaniem przez kobiety stanowisk i godności do tej pory zarezerwowanych dla mężczyzn. Jak wiadomo, ewolucja słowotwórcza przebiegła zupełnie inaczej: znakiem równouprawnienia stały się u nas formy bezprzyrostkowe”. W efekcie popularność zyskały określenia takie jak np. pani dyrektor, pani notariusz, pani psycholog, zamiast dyrektorka, notariuszka, psycholożka. Jednocześnie autorki Kultury języka polskiego piszą, że zastępowanie form żeńskich np. kierowniczka na pani kierownik jest niesłuszne, ponieważ są to jednostki leksykalne, które od dawna funkcjonują w języku w formach żeńskich.

### Oszczędzanie miejsca w słownikach
Krysiak zauważa, że słownikarze decydowali o eliminacji wyrazów rzadziej używanych czy też redundantnych oraz że znamienna jest tendencja, iż nazwy żeńskie pomijane są raczej w dziełach mniej obszernych. Potwierdza to Żmigrodzki, według którego autorzy słowników w doborze haseł kierują się także planowaną objętością – mniejsze rozmiary słownika skłaniają do eliminacji wyrazów rzadszych na rzecz tych o wyższej frekwencji. Decyzja o umieszczaniu lub pomijaniu w słowniku feminatywów, jako odrębnych artykułów hasłowych, to właśnie problem hasłowania, a zatem kwestia techniczna. Zwłaszcza w słownikach mniejszych „naturalna jest tendencja do rezygnacji z haseł, które nie wydają się niezbędne” i dotyczy to pomijania zarówno całych klas faktów językowych, np. regularnych derywatów słowotwórczych (a takimi są w większości feminatywa), jak i wyrazów rzadziej używanych. Niehonorowanie feminatywów przez leksykografów wpływa na traktowanie nazw żeńskich przez użytkowników języka ze sporą dozą niepewności, gdyż ci uważają, że nieodnotowanie danej formy w słowniku świadczy automatycznie o jej niedopuszczalności normatywnej.

### Androcentryzm języka polskiego w podręcznikach
Badaczki i badacze realizujący projekt „Gender w podręcznikach” udokumentowali powszechną praktykę stosowania w polskich podręcznikach szkolnych męskoosobowych form także wobec postaci żeńskich oraz grup, w których skład wchodzą osoby różnej płci. Analizą ilościową i jakościową objęto w sumie 227 (co stanowi 25,82% z 879 zatwierdzonych przez MEN w 2013 roku) wybranych podręczników, dopuszczonych do użytku szkolnego i przeznaczonych do kształcenia ogólnego w zakresie 28 przedmiotów (w tym edukacja przedszkolna), na wszystkich czterech poziomach kształcenia w różnych typach szkół, zgodnie z nową podstawą programową obowiązującą na dzień 01.10.2013.

## Wybrane słowniki języka polskiego zawierające feminatywy
Słownik autorstwa Samuela Lindego z 1807 roku, który zawiera nazwy żeńskie, podaje je jako osobne artykuły hasłowe. Każdy z nich ma również osobną definicję i jest traktowany jako fakt językowy. Jednak w słownikach z lat 50. i 60. XX wieku feminatywy nie mają już własnej definicji, choć nadal są traktowane jako osobne hasła. Słowniki tworzone u końca XX wieku i na początku wieku XXI odchodzą od notowania feminatywów lub nie są one autonomiczne, jedynie traktowane jako podhasła. Stan ten został zmieniony w 2015 roku wraz z publikacją Słownika nazw żeńskich polszczyzny pod redakcją Agnieszki Małochy-Krupy, będącego zbiorem feminatywów w języku polskim.
Patrycja Krysiak uważa, że uwzględnienie w słownikach feminatywów można „interpretować jako akt na rzecz równości kobiet i mężczyzn, wskazanie na równorzędną pozycję obu płci”, a także „dążność do przywrócenia lub podtrzymania symetryczności słowotwórczej w obrębie nazw osobowych”. Jednocześnie w publikacjach, w których nazwy żeńskie są nieobecne przejawia się „przekonanie leksykografów, że nazwy męskoosobowe pełnią funkcję nazw generycznych, denotujących przedstawicieli obu płci”.

### Lista przykładowych słowników uwzględniających feminatywy
- Słownik języka polskiego autorstwa Samuela Lindego (Warszawa 1807–1814)
- Słownik języka polskiego (tzw. Słownik wileński) pod redakcją Aleksandra Zdanowicza i innych (Wilno 1861)
- Słownik języka polskiego (tzw. Słownik warszawski) pod redakcją Jana Karłowicza, Adama Kryńskiego i Władysława Niedźwiedzkiego (Warszawa 1900–1927)
- Słownik języka polskiego pod redakcją Witolda Doroszewskiego (Warszawa 1958–1969)
- Słownik języka polskiego pod redakcją Mieczysława Szymczaka (Warszawa 1978-1981)[48]
- Praktyczny słownik współczesnej polszczyzny pod redakcją Haliny Zgółkowej (Poznań 1994–2005).
- Inny słownik języka polskiego pod redakcją Mirosława Bańki (Warszawa 2000)
- Słownik nazw żeńskich polszczyzny pod redakcją Agnieszki Małochy-Krupy (Wrocław 2015)
- Słownik 100 tysięcy potrzebnych słów pod redakcją Jerzego Bralczyka (Warszawa 2005)
- Uniwersalny słownik języka polskiego pod redakcją Stanisława Dubisza (Warszawa 2003)[49]
- Wielki słownik języka polskiego pod redakcją Piotra Żmigrodzkiego (Kraków 2007–)

## Wykładniki żeńskości
W językach polskim i czeskim najbardziej produktywnym wykładnikiem feminatywnym jest końcówka -ka.
Do polskich wykładników żeńskości wchodzących w skład feminatywów należą:
1. dzierżawcze przyrostki żeńskości (-owa, -ówna, -ina/-yna, -anka) – krawcowa, hrabina, burmistrzanka, koleżanka;
2. formanty (-ka, -ini/-yni, -ica/-yca,-ina/-yna,-anka) – autochtonka, kibicka, sabotażystka, skoczkini, przodkini, sportowczyni, wydawczyni, dawczyni, anielica, diablica;
3. sufiksy (-icha/-ycha,-na,-essa) – kowalicha, druhna, baronessa.

W języku czeskim wyróżnia się kilka podstawowych wykładników tworzących feminatywy rzeczownikowe. Zalicza się do nich: -ka, -ice, -yně, -ová, -na, -anda.
Najczęściej spotykanym formantem feminatywnym jest przyrostek -ka oraz jego rozszerzenia -nk(a), -nk(a), -ovk(a), -ezk(a). Formant ten łączy się z wyrazami męskimi rodzimymi, wyrazami zapożyczonymi oraz rzeczownikami motywowanymi i niemotywowanymi. Może być stosowany w przypadku rzeczowników męskich zakończonych sufiksem: -tel (učitel → učitelka), -č (prodavač → prodavačka), -ař/ář (lékař → lékařka), -ák (zpěvák → zpěvačka), -íř (malíř → malířka), -ec (cizinec → cizinka), -an (Jihlavan → Jihlavanka). Dołączany jest również do rzeczowników zakończonych na spółgłoskę, np. referent → referentka, doktor → doktorka, inženýr → inženýrka.
Cząstka -ka może się również łączyć z obcym formantem -log, np. sociolog → socioložka; filolog → filoložka. Formy tego typu są w czeszczyźnie zadomowione i szerzej akceptowane niż w języku polskim, gdzie uchodzą współcześnie za niestandardowe.

## Przykładowe feminatywy w słownikach języka polskiego
- adiunktka[36]
- akademiczka[36]
- architektka[36][55]
- bukieciarka[36]
- czeladnica / czeladniczka[36]
- czołgistka[36]
- cukierniczka[55]
- dawczyni[55]
- doktorka[36]
- etnolożka[36][55]
- fabrykantka[55]
- fashionistka[36]
- filozofka[56]
- galerianka[36]
- lekarka[57]
- montażystka[36]
- mówczyni[55]
- muzykolożka[36]
- ochroniarka[58]
- odbiorczyni[55]
- polityczka[59]
- prezeska[60]
- producentka[36]
- profesorka[36]
- psycholożka[36][55]
- realizatorka[36]
- reżyserka[36]
- rękodzielniczka[36]
- scenarzystka[36]
- seminarzystka[36]
- slamerka[36]
- socjolożka[36][55]
- sołtyska[36]
- spawaczka[36]
- traktorzystka[36]
- tramwajarka[36]
- uczestniczka[36]
- widzka[36]
- wikipedystka[36]
- wykładowczyni[36]